# Камиј Клодел
Камиј Клодел (фр. Camille Claudel; Фер-ан-Тарденуа, Ен, 8. децембар 1864 — Мондверг, Воклиз, 19. октобар 1943) била је француска вајарка и сликарка. Она је била сарадница, муза и љубавница Огиста Родена. Њен брат је песник Пол Клодел. Дела су јој експресивна и романтичарска по духу, блиска симболизму, а помало и Арт нувоу по коришћењу флуидних таласастих форми.

## Биографија

### Детињство и одлазак у Париз
Родила се на северу Француске. Иако није имала више формално образовање, Клодел се образовала кроз читање у очевој библиотеци која је обиловала делима класичне књижевности. Отац је и њу и њеног брата Пола подстицао да се баве уметношћу. До тренутка кад се преселила у Париз 1881, већ је била позната као даровита вајарка. Изнајмила је атеље заједно са пријатељицама вајаркама. У Паризу је најпре подучавао Алфред Буше на Академији Колароси, једној од ретких академија које су у то време примале жене. Буше је свраћао и у Клоделин атеље и ценио њен таленат. Постала је добар портретиста, готово као ренесансни фирентински мајстори. Из ове прве, формативне, фазе потиче скулптура Стара Хелена којој је модел била њена стара служавка, која је под Бушеовим утицајем урађена натуралистички. У својим последњим радовима вратиће се овом стилу. Буше је упознао Клодел са Полом Дибоа, директором Школе лепих уметности, који је одмах повезао Камијин стил са стилом Огиста Родена мада у то време она није ни знала за њега.

### Клодел и Роден
Буше је био Роденов пријатељ и пошто је морао да отпутује, замолио је Родена да настави са подучавањем. У његовом атељеу проучавала је акт и анатомију, што је у 19. веку иначе било неуобичајено за жене. Правила је стопала и шаке на Роденовим скулптурама. Са само 19 година, Клодел је постала Роденова помоћница, а ускоро и сарадница. Поред тога што су заједно радили, њих двоје су убрзо постали и љубавници мада је он већ био у вези и имао дете. Пошто је била део Роденовог атељеа, имала је значајног удела у прављењу његових скулптура на улазу у Музеј декоративних уметности Врата пакла, затим Грађана Калеа, као и у другим Роденовим делима из тог периода. Зна се да је била модел за људске фигуре у Вратима пакла. Пошто је био много старији и њен учитељ, Роден је извршио велики утицај на Клодел, али је и она утицала на његов рад, нпр. његову Галатеју је инспирисала њена Девојка са гербером. Између 1882. и 1889. излагала је бисте и портрете на Салону француских уметника које су показивале Роденов утицај у експресивности приказа делова људског тела. Из тог времена потичу скулптуре Торзо жене која стоји (1888) и Торзо жене која чучи (1884—1885). Роден је направио неколико портрета Клодел, а она је направила његову бисту која је била његов омиљени портрет.

### После Родена
Потпуно је прекинула односе са Роденом 1899. мада су већ раније престали да живе заједно. Могуће је да је имала кратку љубавну везу са композитором Клодом Дебисијем око 1890. Касније су почели њени психички проблеми. Ипак, и даље је излагала своја дела по галеријама, на Јесењем салону и на Салону независних. 1906. је покушала да уништи своје скулптуре. Веровала је да је Роден прогања и оптуживала га да је био неправедан према њој. Удаљила се и од свог брата Пола с којим је раније била веома блиска. Мајка и брат су је 1913. сместили у душевну болницу где је остала 30 година, са дијагнозом маније гоњења, мада су доктори саветовали да се врати породици али њен брат то није хтео. Он је био једини који ју је посећивао у болници и његова биста 1910. последње је њено дело пошто у болници није вајала. Ту је 1943. године и умрла.
Скулптуре Камиј Клодел данас се налазе у Роденовом музеју и Орсеју у Паризу, Кортол институту уметности у Лондону, Националном музеју жена у Вашингтону, Филаделфијском музеју уметности и другде.

## Важнија дела

### Валцер
Приказује стапање мушкарца и жене у загрљају док плешу. Плесачи су занесени својом блискошћу. Док је тело мушкарца детаљно извајано, од појаса наниже тело жене прелази у таласаву тканину, да би избегла осуду моралистички настројених критичара. Ову скулптуру Камиј Клодел је завршила 1885. након окончања бурне љубавне везе са Роденом која јој је послужила као инспирација. Гипсани модел је био изложен на салону Националног друштва лепих уметности у Паризу 1883. године и наишао је на оштру критику упркос Роденовој подршци. Њене скулптуре су и иначе критиковане да су превише сензуалне и због тога неприхватљиве. Бронзана скулптура је висока 43 cm. 
С друге стране, Роденово дело Ја сам прелепа, познато и под називом Отмица које представља акробатске љубавнике сведочи о њиховој страсној љубави.

### Зрело доба
Болни растанак са Роденом инспирисао је Клодел да направи Зрело доба, дело које се састоји од фигуре старије жене и младе женске фигуре која клечећи моли мушку фигуру. Алтернативни назив овог дела је Судбина, што је тематски повезује са скулптуром Клото. Претпоставља се да је клечећа фигура сама Клодел која моли Родена да је не оставља. Старија женска фигура представља Роденову другу партнерку. Може се схватити и као алегорија старости јер мушка фигура оставља младу жену и одлази старијој. Да ли је разлог растанку Родена и Клодел била Роденова професионална љубомора, или то што није хтео да напусти своју жену због Клодел, не зна се поуздано. Зрело доба је најпре изложено у гипсу 1899. да би 1902. било одливено у бронзи. Француска држава га је откупила. Верује се да је оригинално дело уништила сама Клодел 1913. Представља прелазак ка Арт нувоу а по театралности помало подсећа и на барокне скулптуре.

### Талас
У овој скулптури бронзане фигуре људи јукстапониране су блиставости жутозеленог оникса. Ова динамична композиција контрастира снагу природе људима препуштеним судбини. Ово дело је репрезентативно за промену њеног стила који се догодио у то време. Осим што је почела да користи нови материјал оникс, њене скулптуре постају флуидније и заобљеније. У то време је правила скулптуре на основу брзих скица људи које је цртала у Паризу, веће композиције али и мање фигурине које нису сачуване јер их је све уништила.

## Рецепција дела
Роден је говорећи о Клодел рекао: „Показао сам јој где да пронађе злато, али злато које проналази заиста је само њено.” Октав Мирбо ју је окарактерисао као најинтелигентнију жену свог времена, али са дискриминаторним ставом: „Јасно је да је генијална, али би мушкарац био много генијалнији.” Њена бурна љубавна повест послужила је Хенрику Ибсену за драму Када се ми мртви пробудимо (1899). Прва ретроспектива њених дела била је у Роденовом музеју 1951. Ипак, њено дело је било слабо познато све до 1980. када су се појавиле њене разне биографије и филм о њој у којем су главне улоге играли Изабела Ађани и Жерар Депардје.

## Галерија скулптура
- Мала племкиња, 1892-1896.
- Поверенице
- Сакунтала, позната као Вертумно и Помона, 1905.
- Брбљивице, 1894.
- Глава разбојника, 1892-1896.
- Биста Огиста Родена, 1892.
- Клото, 1893.

### Преписка
- Camille Claudel, Correspondance, édition d'Anne Rivière et Bruno Gaudichon, Gallimard, Collection Art et Artistes, 2003

### На српском
- Kasar, Žak, Slučaj Kamij Klodel, Beograd, Clio. 2011.  978-86-7102-349-8.
- Severović, Milena, "Camille Claudel" u Miris ruže, Сремски Карловци, Бранково коло, 2004, стр. 55-62.

### На француском
- Odile Ayral-Clause, Camille Claudel: sa vie, Paris, Hazan, 2008.
- Dominique Bona, Camille et Paul : la passion Claudel, Paris, Grasset. 2006.  978-2-246-70661-8.
- Gérard Bouté, Camille Claudel : le miroir et la nuit : essai sur l'art de Camille Claudel, Paris, Éditions de l'Amateur [etc.]. 1995.  978-2-909225-05-0.
- Michel Deveaux, Camille Claudel à Montdevergues, L'Harmattan, 2012.
- Jean-Paul Morel, Camille Claudel. Une mise au tombeau, Bruxelles, Les Impressions Nouvelles. 2009.  9782874490743.
- Reine-Marie Paris, Camille Claudel, 1864-1943, Paris, Gallimard. 1984.  978-2-07-011075-9.
- Reine-Marie Paris, Chère Camille Claudel, éditions Economica. 2012.  978-2-7178-6440-3.
- A. Rivière, B. Gaudichon, D. Ghanassia, Camille Claudel : catalogue raisonné : troisième édition augmentée, Paris : Societé nouvelle Adam Biro. 2001.  978-2-87660-325-7.